# Kim Devil
Kim Devil ist ein realistisch gezeichneter frankobelgischer Comic.
Jean-Michel Charlier schrieb eine Abenteuerserie, die im südamerikanischen Amazonasgebiet spielt. Für die Zeichnungen war Gérald Forton verantwortlich. Die Serie erschien in Spirou. Die Alben gaben Dupuis und Sangam heraus.

## Albenlange Geschichten
- La Cité perdue (1953–1954)
- Le Peuple en dehors du temps (1954)
- Le Monde disparu (1955)
- Le Mystère du Dieu blanc (1956)